# Dogaressa

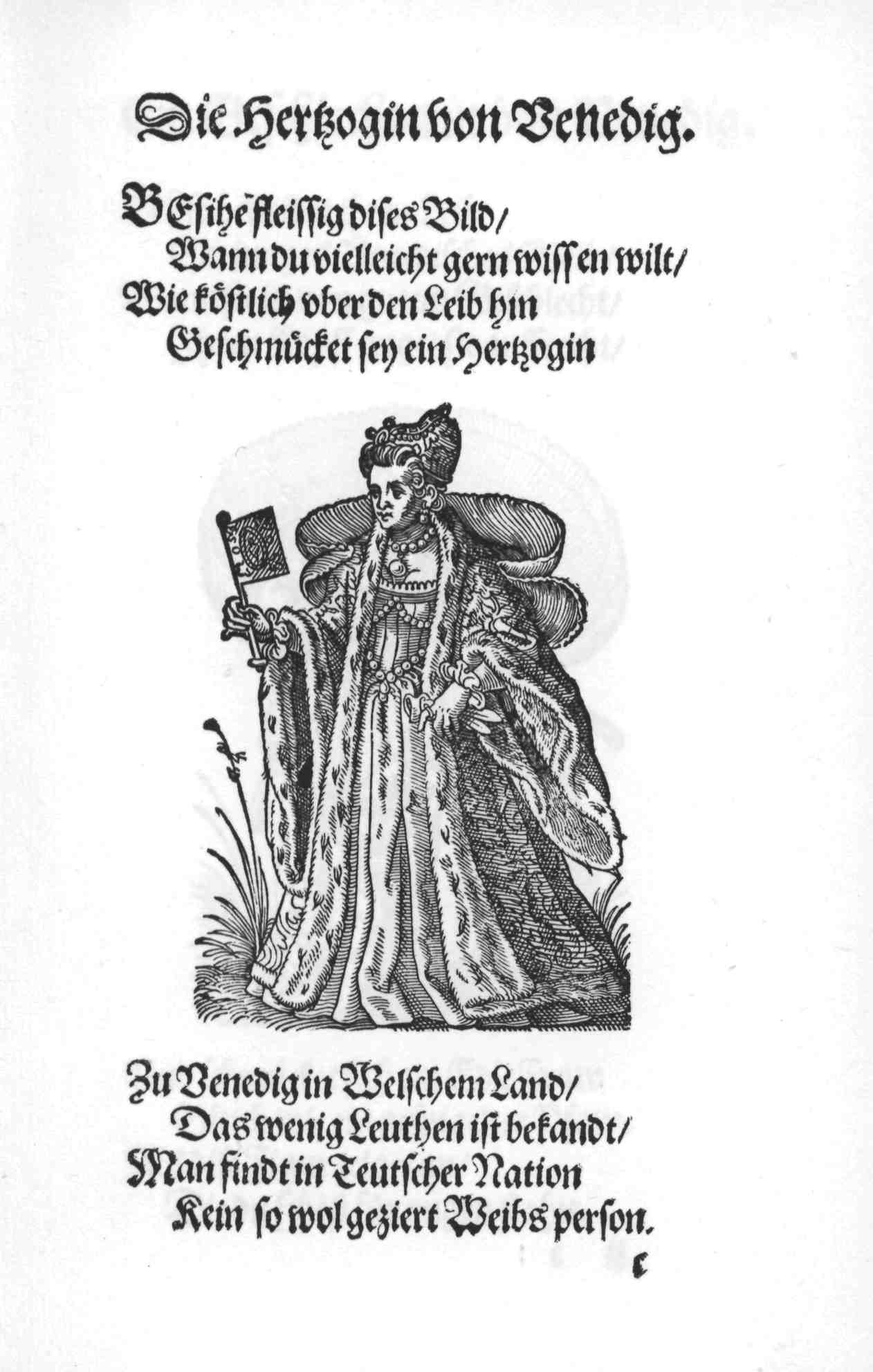
Dogaressa raffigurata in un libro del 1586.

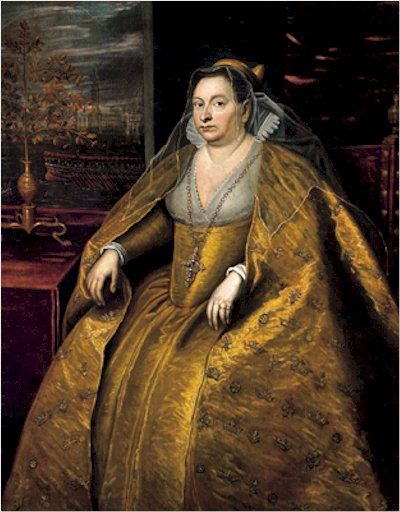
Domenico Tintoretto: ritratto della dogaressa Morosina Morosini.

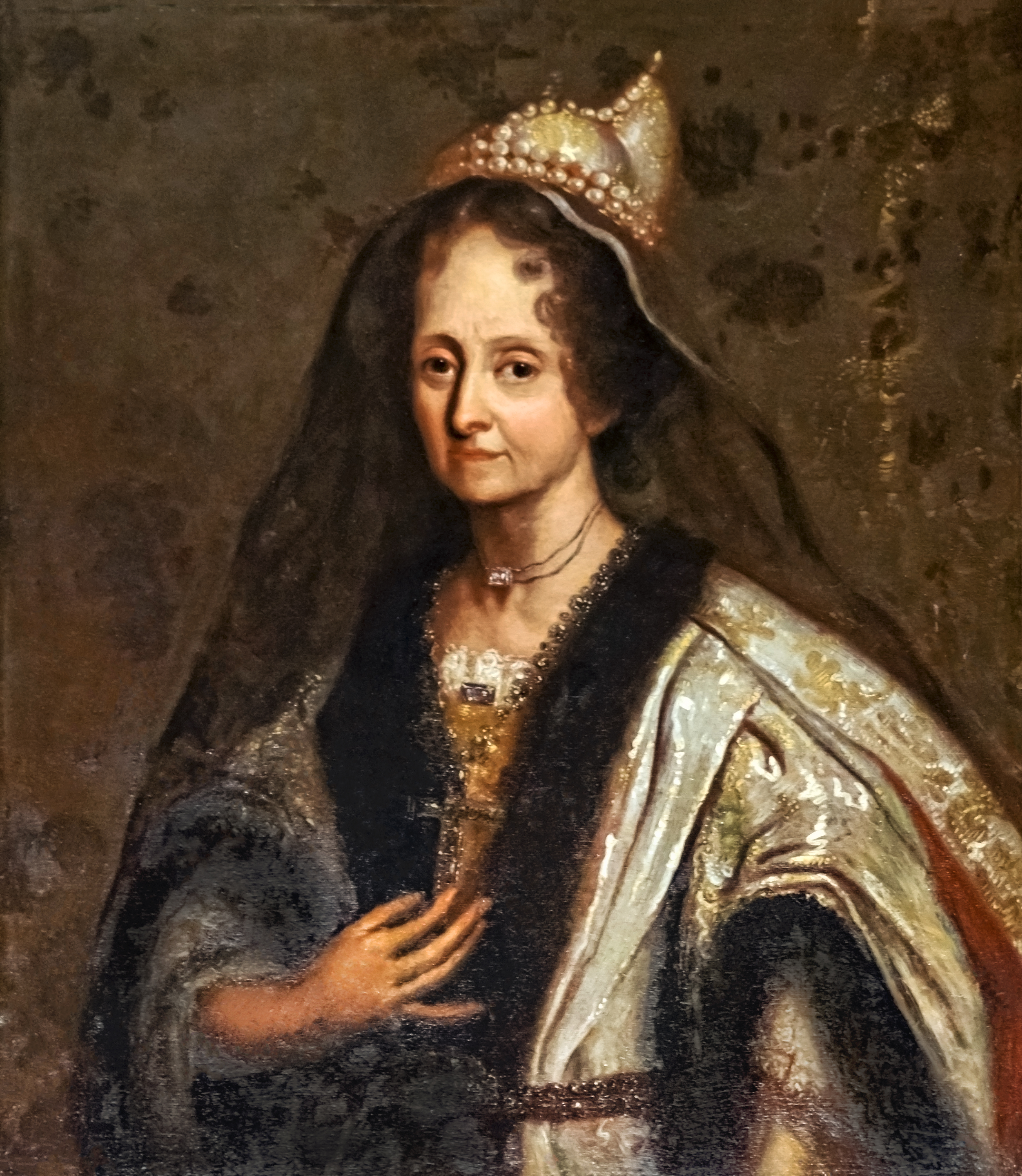
La dogaressa Elisabetta Querini ritratta da Niccolò Cassana.

Nella Repubblica di Venezia, dogaressa (dal latino tardo ducissa) era il titolo spettante alla consorte del doge, cioè del supremo magistrato dello Stato.

## Ruolo
Poiché quella del doge veneziano era una carica elettiva, ed essendo l'accesso alle magistrature riservato esclusivamente ai membri maschi delle famiglie aristocratiche, con elezione di solito di membri anziani, non sempre sposati o già vedovi, con l'ulteriore divieto di avere spose di origine straniera, le dogaresse sono assai meno numerose dei dogi. Tutte le prime dogaresse, fino alla bizantina Teodora, erano di origine straniera, arrivate grazie a matrimoni politici che favorivano la nascente Repubblica. Successivamente, nel timore di cospirazioni, venne vietato che il doge potesse essere sposato con una straniera.
Alla dogaressa era preclusa qualsiasi forma di esercizio del potere, tuttavia rivestiva un pubblico ruolo nella manifestazione esteriore della maestà dello Stato veneziano, circondata dello stesso ampio apparato di riti, magnificenza e onori riservato al doge.
Allo stesso modo, anche le attività e le libertà personali della dogaressa erano soggette alla rigida sorveglianza della Repubblica (una legge del 1342, ad esempio, le precludeva il concorso in attività commerciali). Sino al 1643 fu in vigore l'antichissimo e tradizionale rito di incoronazione delle dogaresse, durante il quale si richiedeva loro di prestare sull'altare di San Marco il medesimo giuramento di fedeltà pronunciato dal marito, la promissione ducale.
Insegne del suo rango erano il manto dorato e il velo, sormontato da un corno ducale simile a quello del doge. La Zecca veneziana poteva emettere speciali medaglie in occasione della loro incoronazione.
Alla morte le dogaresse venivano imbalsamate ed esposte per tre giorni, come i loro consorti, prima di ricevere la sepoltura solenne prevista per il loro rango.

## Lista delle Dogaresse di Venezia
1. 804-811: Carola
2. 811-827: Elena
3. 827-830: Felicita
4. 888-912: Angela Sanudo
5. 942-959: Arcielda Candiano
6. 959-966: Giovanniccia Candiano
7. 966-976: Waldrada di Toscana
8. 976-978: Felicia Malipiero
9. 979-991: Marina Candiano
10. 991-1009: Maria Candiano
11. 1009-1026: Grimelda d'Ungheria
12. 1075-1083: Theodora Anna Doukaina Selvo
13. 1084-1096: Cornella Bembo
14. 1096-1102: Felicia Cornaro (Corner)
15. 1102-1116: Matelda Faliero (Falier)
16. 1116-1130: Alicia Michele (Michiel)
17. 1148-1156: Sofia
18. 1156-1172: Felicita Maria di Boemodo
19. 1172-1178: Cecilia
20. 1192-1205: Felicita Bembo
21. 1205-1229: Costanza di Sicilia
22. 1229-1240: Maria Storlato
23. 1242-1249: Valdrada di Sicilia
24. 1252-1268: Loicia da Prata
25. 1268-1272: Agnese Ghisi
26. 1272-1274: Marchesina di Brienne
27. 1274-1280: Jacobina
28. 1280-1289: Caterina
29. 1289-1310: Tommasina Morosini
30. 1310-1312: Agnese
31. 1312-1329: Franchesina
32. 1329-1339: Elisabetta Contarini
33. 1339-1342: Giustina Cappello
34. 1342-1354: Francesca Morosini
35. 1354-1355: Aluycia Gradenigo
36. 1355-1356: Marina Cappello
37. 1361-1365: Marchesina Ghisi
38. 1365-1367: Caterina Cornaro (Corner)
39. 1382-1382: Cristina Condulmiero (Condulmer)
40. 1382-1400: Agnese
41. 1400-1413: Marina Galina
42. 1423-1457: Marina Nani
43. 1457-1462: Giovanna Dandolo
44. 1462-1471: Cristina Sanudo
45. 1471-1472: Aliodea Morosini
46. 1473-1474: Contarina Contarini Morosini
47. 1474-1476: Laura Zorzi
48. 1476-1478: Regina Gradenico (Gradenigo)
49. 1478-1485: Taddea Michiel
50. 1485-1486: Lucia Ruzzini
51. 1486-1501: Elisabetta Soranzo
52. 1501-1521: Giustina Giustiniani
53. 1521-1523: Caterina Loredan
54. 1523-1538: Benedetta Vendramin
55. 1538-1545: Maria Pasqualigo
56. 1545-1553: Alicia Giustiniani
57. 1556-1559: Zilia Dandolo
58. 1559-1567: Elena Diedo
59. 1567-1570: Maria Cappello
60. 1570-1577: Loredana Marcello
61. 1577-1578: Cecilia Contarini
62. 1578-1585: Arcangela Canali
63. 1585-1595: Laura Morosini
64. 1595-1606: Morosina Morosini
65. 1618-1623: Elena Barbarigo
66. 1625-1629: Chiara Delfino (Dolfin)
67. 1655-1656: Paolina Loredano (Loredan)
68. 1656-1656: Andreana Priuli
69. 1656-1658: Elisabetta Pisano (Pisani)
70. 1658-1659: Lucia Barbarigo
71. 1694-1700: Elisabetta Querini
72. 1709-1722: Laura Cornaro (Corner)
73. 1735-1741: Elena Badoero (Badoer)
74. 1763-1769: Pisana Cornaro (Corner)
75. 1771-1779: Polissena Contarini Da Mula
76. 1779-1789: Margherita Dalmet - non riconosciuta
77. 1789-1792: Elisabetta Grimani